# Уравнение состояния идеального газа
Уравне́ние состоя́ния идеа́льного га́за (иногда уравнение Менделеева — Клапейрона) — формула, устанавливающая зависимость между давлением, молярным объёмом и абсолютной температурой идеального газа. Уравнение имеет вид:
{\displaystyle pV=\nu RT},
где
- {\displaystyle p} — давление,
- {\displaystyle V} — объём газа,
- {\displaystyle \nu } — количество вещества в молях
- {\displaystyle R} — универсальная газовая постоянная, R ≈ 8,314 Дж/(моль⋅К),
- {\displaystyle T} — термодинамическая температура, К.

Уравнение состояния идеального газа можно записать в виде:
{\displaystyle p\cdot V={\frac {m}{M}}R\cdot T} ,
где {\displaystyle m} — масса, {\displaystyle M} — молярная масса, (так как количество вещества {\displaystyle \nu ={\frac {m}{M}}}):
или в виде
{\displaystyle p=nkT},
где {\displaystyle n={\frac {N}{V}}} — концентрация частиц (атомов или молекул) {\displaystyle N} - количество частиц, {\displaystyle k={\frac {R}{N_{A}}}} — постоянная Больцмана.
Эта форма записи носит имя уравнения (закона) Клапейрона — Менделеева.
Уравнение, выведенное Клапейроном, содержало некую неуниверсальную газовую постоянную {\displaystyle r,} значение которой необходимо было измерять для каждого газа:
{\displaystyle p\cdot V=r\cdot T.}
Менделеев обнаружил, что {\displaystyle r} прямо пропорциональна {\displaystyle \nu }, коэффициент пропорциональности {\displaystyle R} он назвал универсальной газовой постоянной.

## Связь с другими законами состояния идеального газа
В случае постоянной массы газа уравнение можно записать в виде:
{\displaystyle {\frac {p\cdot V}{T}}=\nu \cdot R,}
{\displaystyle {\frac {p\cdot V}{T}}=\mathrm {const} .}
Последнее уравнение называют объединённым газовым законом. Из него получаются законы Бойля — Мариотта, Шарля и Гей-Люссака:
{\displaystyle T=\mathrm {const} \Rightarrow p\cdot V=\mathrm {const} } — закон Бойля — Мариотта — Изотермический процесс.
{\displaystyle p=\mathrm {const} \Rightarrow {\frac {V}{T}}=\mathrm {const} } — Закон Гей-Люссака — Изобарный процесс.
{\displaystyle V=\mathrm {const} \Rightarrow {\frac {p}{T}}=\mathrm {const} } — закон Шарля (второй закон Гей-Люссака, 1808 г.) — Изохорный процесс
В форме пропорции {\displaystyle {\frac {p_{1}\cdot V_{1}}{T_{1}}}={\frac {p_{2}\cdot V_{2}}{T_{2}}}} этот закон удобен для расчёта перевода газа из одного состояния в другое.
С точки зрения химика этот закон может звучать несколько иначе: объёмы вступающих в реакцию газов при одинаковых условиях (температуре, давлении) относятся друг к другу и к объёмам образующихся газообразных соединений как целые числа. Например, 1 объём водорода соединяется с 1 объёмом хлора, при этом образуются 2 объёма хлороводорода:
{\displaystyle {\ce {H2 + Cl2 -> 2HCl}}}.
1 объём азота соединяется с 3 объёмами водорода с образованием 2 объёмов аммиака:
{\displaystyle {\ce {N2 + 3H2 -> 2NH3}}}.
Закон Бойля — Мариотта
Закон Бойля — Мариотта
{\displaystyle T=\mathrm {const} \Rightarrow p\cdot V=\mathrm {const} }
назван в честь ирландского физика, химика и философа Роберта Бойля (1627—1691), открывшего его в 1662 г., а также в честь французского физика Эдма Мариотта (1620—1684), который открыл этот закон независимо от Бойля в 1677 году.
В некоторых случаях (в газовой динамике) уравнение состояния идеального газа удобно записывать в форме
{\displaystyle p=(\gamma -1)\rho \varepsilon ,}
где {\displaystyle \gamma } — показатель адиабаты, {\displaystyle \varepsilon } — внутренняя энергия единицы массы вещества. 

## Границы применимости
Эмиль Амага обнаружил, что при высоких давлениях поведение газов отклоняется от закона Бойля — Мариотта. Это обстоятельство может быть прояснено на основании молекулярных представлений.
С одной стороны, в сильно сжатых газах размеры самих молекул являются сравнимыми с расстояниями между молекулами. Таким образом, свободное пространство, в котором движутся молекулы, меньше, чем полный объём газа. Это обстоятельство увеличивает число ударов молекул в стенку, так как благодаря ему сокращается расстояние, которое должна пролететь молекула, чтобы достигнуть стенки.
С другой стороны, в сильно сжатом и, следовательно, более плотном газе молекулы заметно притягиваются к другим молекулам гораздо большую часть времени, чем молекулы в разреженном газе. Это, наоборот, уменьшает число ударов молекул в стенку, так как при наличии притяжения к другим молекулам молекулы газа движутся по направлению к стенке с меньшей скоростью, чем при отсутствии притяжения. При не слишком больших давлениях более существенным является второе обстоятельство и произведение {\displaystyle P\cdot V} немного уменьшается. При очень высоких давлениях большую роль играет первое обстоятельство и произведение {\displaystyle P\cdot V} увеличивается.